# Värmlandsbanan
Värmlandsbanan är en järnväg, tidigare kallad Nordvästra stambanan. Den går genom södra Värmland och västra Närke. Den centrala sträckan Karlstad–Kil är Sveriges mest trafikerade enkelspår med blandtrafik.

## Sträckning
Järnvägen går mellan Laxå och gränsen mellan Norge och Sverige väster om orten Eda glasbruk i Värmland. 

### Anslutningar
Vid gränsen ansluter den norska Kongsvingerbanen som fortsätter via Kongsvinger till Oslo Sentralstasjon i Oslo. 
I Kil ansluter Fryksdalsbanan, Norge/Vänerbanan och Bergslagsbanan, i Kristinehamn ansluter den sydligaste delen av Inlandsbanan och i Laxå ansluter Västra stambanan.

### Tidigare anslutningar
- Frykstabanan
- DVVJ
- NBJ

## Historia
Nordvästra stambanan byggdes som en statlig stambana för att förbinda Stockholm med Kristiania (nuvarande Oslo). Den öppnades 1866 till 1871. Från Kristiania till norsk-svenska gränsen var banan klar 1865. Nordvästra stambanan elektrifierades 1937. 1962 byggdes ett triangelspår vid Laxå, vilket gjorde att tågen Stockholm-Karlstad-Oslo inte passerade Laxå station mer (och slapp byta körriktning där). 

### Namnbyte
1990 bytte Banverket (nuvarande Trafikverket) namn på Nordvästra stambanan till Värmlandsbanan.

## Persontrafik
Stationer för resandeutbyte på banan är, från väster till öster: (Charlottenberg), (Åmotfors), (Ottebol), Arvika, (Edane),  (Högboda),  (Fagerås), Kil, Karlstad C, (Välsviken), (Väse), Kristinehamn, Degerfors och för enstaka tåg Laxå. Vid stationer inom parentes stannar enbart lokaltåg.
Under en vardag går det elva dubbelturer med lokaltåget mellan Charlottenberg och Karlstad, samt 16 dubbelturer mellan Arvika och Karlstad. Antalet avgångar är fler i Karlstadsregionen, det vill säga  på sträckan mellan Kil–Karlstad–Kristinehamn.
Restiderna mellan Stockholm och Karlstad är 2h 17 min-2h 45 min med SJ snabbtåg och mellan Karlstad och Oslo 2h 25 min.
Karlstad-Kil tar vanligen 15 minuter, Karlstad-Kristinehamn 25 minuter och Karlstad-Arvika cirka 50 min-1h med lokaltåget.

### Planer för persontrafiken

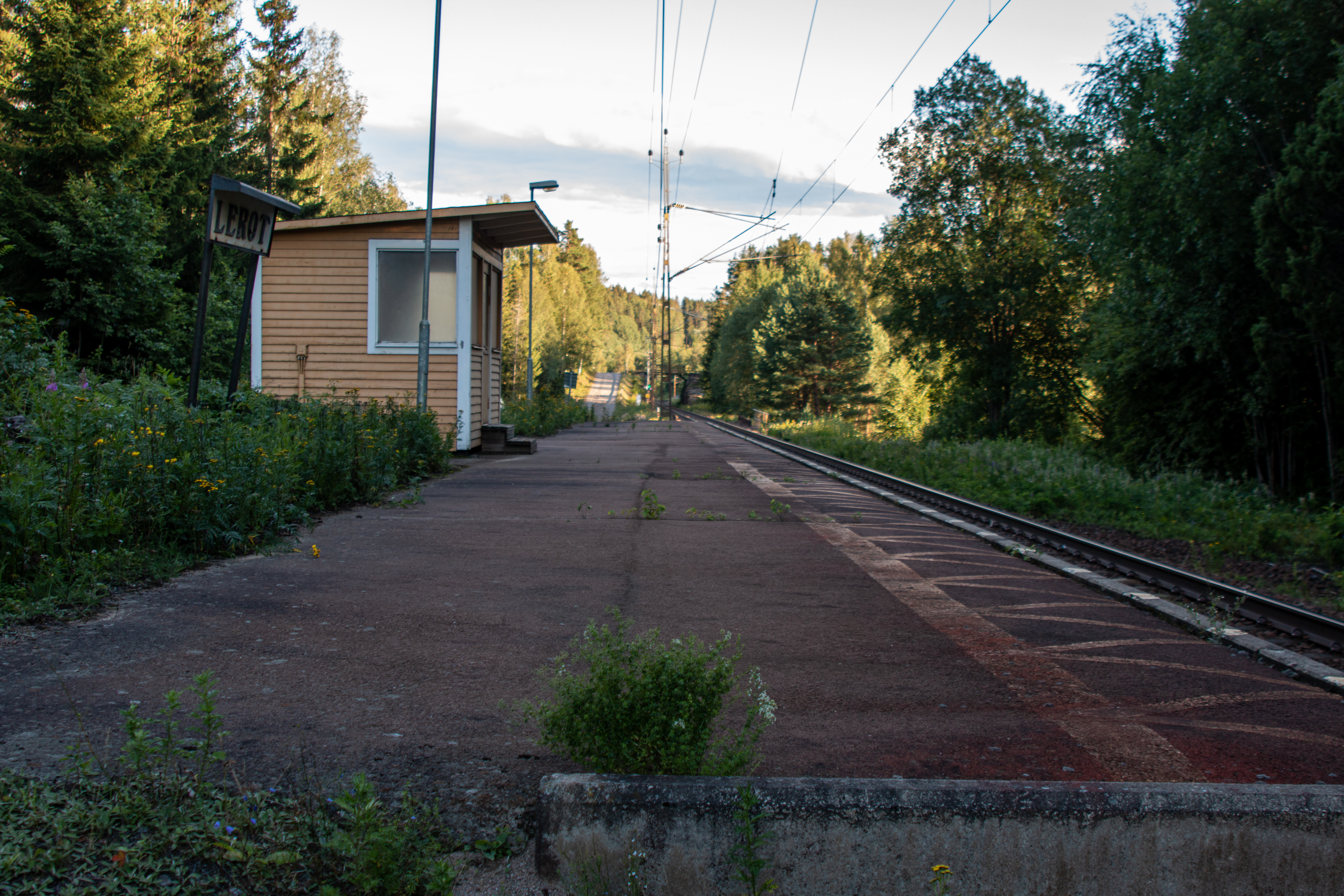
Lerot hållplats

Värmlandstrafik har sedan 2012 i åtskilliga utredningar försökt att korta restiden mellan Charlottenberg och Karlstad genom att dra in stoppen vid  Ås, Lerot, Ottebol, Brunsberg och Lene. Detta görs enligt Värmlandstrafik för att göra tåget mer attraktivt som färdmedel, kortare restid gör tåget mer attraktivt och kan i sin tur bidra till att fler turer införs, p.g.a. det större passagerarantalet, som beräknas komma. Hållplatserna lades ned den 10 december 2016.
Värmlandstrafik vill också (2014[uppföljning saknas]) införa halvtimmestrafik i rusningstid (klockan 6:00-9:00 och 15:00-18:00) mellan Arvika och Kristinehamn under åren 2017-2021 med sammanlagt 6 extra dubbelturer.
I oktober 2020 beslutade Värmlands kollektivtrafiknämnd att från december åter öppna stationerna i Ås, Brunsberg, Lene, Lerot och Ottebol som hållplatser i persontrafiken.

## Godstrafik
Värmlandsbanan är en viktig länk för export av svenska varor till Norge. Värmlandsbanan ansluter till de viktiga godsstråken på Bergslagsbanan, Norge/Vänerbanan och Fryksdalsbanan vid Kil järnvägsstation, dessutom Inlandsbanan vid Kristinehamn C och Västra stambanan vid Laxå järnvägsstation.

## Större banprojekt
[uppföljning saknas]
Ett stort antal åtgärder planeras på Värmlandsbanan, bl.a. kapacitetshöjande och säkerhetshöjande åtgärder. Det finns flera orsaker till att Trafikverket planerar omfattande åtgärder på Värmlandsbanan, bl.a. är punktligheten låg pga brister i kapacitet.

### Pråmkanalen
Pråmkanalen är namnet på den första klara deletappen av projektet Tåg i tid som i fyra steg ska utveckla tågtrafiken på Värmlandsbanan fram till 2025. Projektet innebar att Trafikverket har byggt bort den flaskhals (Värmlands getingmidja) som begränsar tågtrafiken över Karlstad C genom ett nytt mötesspår från Karlstad C över Pråmkanalen till Karlstad Östra bangård. Mötesspåret frigör spår som i sin tur kan leda till ökad persontrafik inne i Karlstad. Mötesspåret är ca 1 100 meter långt och stora delar av spåret har byggts på redan spårbelagda områden samt på en ny järnvägsbro över Pråmkanalen.
Nytt mötesspår och en ny bro över Pråmkanalen började byggas i slutet av september 2018. Bygget av det nya spåret påbörjades under våren 2019 och i mitten av december 2019 kunde tågtrafiken på sträckan öppnas.

### Välsvikens järnvägsstation
I maj 2020 börjades bygget av en ny mötesstation, nytt mötesspår (ca 1 600 meter långt), ytterligare en plattform och förlängning av den befintliga med ungefär 50 meter vid Välsvikens järnvägsstation. Välsvikenbygget är en deletapp av Trafikverkets projekt Tåg i tid som ska utveckla tågtrafiken på Värmlandsbanan fram till år 2025.

### Karlstads centralstation/resecentrum
Karlstads centralstation är den största knutpunkten på Värmlandsbanan och är en av flera flaskhalsar på den hårt trafikerade sträckan Kil–Karlstad C–Kristinehamn. Trafikverket planerar att bygga en ny plattform för att fler persontåg ska kunna trafikera Karlstad C.  
Trafikverket, Region Värmland och Karlstads kommun startade ett samarbete år 2011 bl.a. med syfte att förbättra samverkan mellan nationell, regional och lokal kollektivtrafik genom att utveckla ett resecentrum i anslutning till Karlstad C. En viktig del av det nya resecentrum som ska byggas vid järnvägsstationen är Vikenpassagen som blir en förbindelse till den nya plattformen och som dessutom kommer att ersätta Vikentunneln som ska rivas. Byggstart planeras till år 2022.[uppföljning saknas]

### Väse järnvägsstation
Väse är en del av projektet Tåg i tid och den järnvägsstation på järnvägssträckan Kristinehamn–Karlstad C som har flest tågmöten. För att fler tåg ska kunna mötas på Värmlandsbanan byggs mötesspåret ut med ett partiellt dubbelspår, för att tre tåg ska kunna mötas på stationsområdet. I byggprojektet ingår också att höja säkerheten för oskyddade trafikanter genom att bygga om järnvägskorsningen till planskildhet. Byggprojektet sker i två etapper. Den första etappen omfattar nya spårväxlar, plattformar, en planskild korsning samt en gång- och cykelbro över Storgatan, norr om mötesstationen, samt förlängning av befintligt mötesspår med cirka 600 meter västerut mot Karlstad C. Etapp två omfattar 1 100 meter mötesspår västerut mot Karlstad, ett nytt datorbaserat signalställverk (95) och resterande spårväxlar. Trafikverket ska dessutom slutföra återstående BEST-arbeten (ut- och ombyggnad av Bana, El, Signal och Tele). Byggstart sommaren 2021.[uppföljning saknas]

### Skåre
Projektet i Skåre omfattar byte av spårväxlar (spårväxlar ska flyttas från kurva till rakspår samt förlängning söderut av befintligt mötesspår (cirka 250 meter söderut i riktning mot Karlstad). Det förlängda mötesspåret innebär att 650 meter långa tåg ska kunna passera med samtidig infart. Andra åtgärder som planeras är förlängning av en gångtunnel under Värmlandsbanan, en följd av att ett mötesspår byggs vid sidan av det befintliga, och att järnvägsbron, gamla Skårevägen, slopas. Byggstart tidigast 2022.[uppföljning saknas]
Dubbelspår har diskuterats, men även att avlasta Värmlandsbanan genom en kortare anslutning, Vålbergsrakan, för Norge/Vänerbanan direkt från Vålberg till Karlstad C, utan att passera Kil.

### Skarvfri räls Kil-Laxå
Eftersom större delen av Värmlandsbanan har låg teknisk standard, vilket medför höga underhållskostnader och störningar för tågtrafiken, ska samtlig räls och slipers på en sträcka av cirka 110 kilometer bytas ut. Även spårväxlarna har nått slutet av sin tekniska livslängd. Det gamla spåret byts mot skarvfri räls på betongslipers dessutom byts spårväxlarna ut till robustare och driftsäkrare växlar som behöver mindre underhåll. Samtidigt förbättras ballasten längs med hela sträckan, genom ballastrening och utbyte av ballast.
Arbetet kommer att pågå under sex års tid och spår- och växelbytet koncentreras till olika delar av sträckan. 
Längs järnvägen ses även ett antal järnvägsbroar över. Ballasten byts ut i trågbroarna, insidan av trågen inspekteras och delar av broarnas stålkonstruktion målas om.
Förarbeten inför det kommande spårbytet inleddes under 2019 och 2020. Kablar har lokaliserats, vissa kablar sänks ner i banvallen, inmätning har genomförts och markprover för miljöanalys har tagits. Byggstart planerad till 2022.[uppföljning saknas]

## Åtgärdsvalsstudier (ÅVS)
Trafikverket arbetar med två åtgärdsvalsstudier för Värmlandsbanan. Trafikverket för dialog med de värmländska kommunerna och Region Värmland, för att få en helhetsbild och hitta hållbara förslag på åtgärder. De formella planeringsprocesserna för större åtgärder på Värmlandsbanan föregås av en åtgärdsvalsstudie.

### ÅVS – Gods Värmland
Värmland är ett län som är beroende av den tunga industrin, där en stor mängd av det gods som transporteras i länet har de stora industrierna runt Vänern som målpunkt. Även handeln är en stor näringssektor med många externa köpcenter och en expansiv gränshandel. Samtliga sektorer genererar omfattande godsflöden och är transportintensiva. Värmlandsbanan ligger mitt i stråket Stockholm–Oslo och en hög andel gods transporteras genom länet i öst-västlig riktning på järnväg, men även på väg och en del av transporterna, främst till pappersindustrierna, går även via båt på Vänern.
I åtgärdsvalsstudien Gods Värmland utreds bland annat gods på järnväg till och från Karlstad med koppling till flera verksamhetsområden, bland annat godshantering i Välsviken och anslutningsspår till Karlstads hamn, tillgänglighet mellan Värmlandsbanan och Skoghallsbanan väster om Karlstad C, tillgänglighet mellan Värmlandsbanan och Norge/Vänerbanan väster om Kil samt gods på järnväg och sjö i anslutning till Kristinehamns hamn.
Syftet med studien Gods Värmland är att föreslå åtgärder för att effektivisera godstransporter inom och genom Värmland och att öka andelen godstransporter på järnväg och sjöfart. Studien kommer att genomlysa hela logistikkedjan för att få en heltäckande bild av nuläge, behov och för att föreslå hållbara och effektiva åtgärder.
Studien är ett led i att ta fram genomförbara och kostnadseffektiva åtgärder inför revideringen av nationell och regional transportplan 2022–2033.

### ÅVS – Oslo-Stockholm 2 timmar 55 minuter
Under 2016–2017 genomfördes en nationell trafikslagsövergripande åtgärdsvalsstudie för hela stråket Stockholm–Oslo, där Värmlandsbanan var en del av den järnvägsinfrastruktur som utreddes. De nationella transportpolitiska målen var vägledande för arbetet. I samverkan med stråkets aktörer togs stråkspecifika mål fram. De långsiktiga målen för järnvägen sammanfattades: stärkt konkurrenskraft, en restid på max tre timmar mellan Stockholm och Oslo och att attraktivt transportsystem för daglig pendling mellan utpekade nodstäder. Det slogs även fast i studien att stråket Stockholm–Oslo kännetecknas av bristande kapacitet och det råder långa restider, där bland annat Värmlandsbanan utgör en stor del.
På sträckan Oslo-Stockholm är det årligen 1,4 miljoner flygpassagerare per år, fler flygpassagerare än Stockholm-Göteborg. Genom att bygga en ny järnvägssträcka över gränsen, till exempel Lillestrøm-Åmotfors, skulle 1 timme och 10 minuter sparas i tid, bara på den sträckan, och tillsammans med utbyggnad av järnväg mellan Kristinehamn C och Örebro (Nobelbanan) skulle medge tåg Oslo-Stockholm på 2:55.
I utredningen ska det tas fram åtgärdsförslag för en dubbelspårsutbyggnad på sträckan Kristinehamn–Kil med etappindelning och utbyggnadsordning, samt förslag på kompletterande mötesspår för delen Kil–Arvika respektive relevanta kapacitetshöjande åtgärder för sträckan Arvika – riksgränsen.
Målet med studien är att ta fram förslag på åtgärder för att stärka kapaciteten och framkomligheten utifrån dagens respektive framtida trafikering i det internationella och nationella stråket Stockholm–Oslo som även ska fungera i ett regionalt och lokalt perspektiv.
Trafikverket projekt- och processleder studien. Förutom Trafikverket är primära intressenter Region Värmland, kommunerna Kristinehamn, Karlstad, Kil, Arvika, Eda samt stora industrier, transportköpare, transportörer, operatörer med flera. Utredningen genomförs under 2019 och 2020 och beräknas vara klar under 2020. Oslo-Stockholm 2.55 AB är ett bolag som ägs av Karlstads kommun, Region Värmland, Region Västmanland, Region Örebro län, Västerås stad och Örebro kommun. Bolaget har till syfte att påskynda utbyggnaden av bättre tågtrafik mellan Oslo och Stockholm och på delsträckorna däremellan.

## Framtida banbyggnader
Med anledning av Värmlandsbanans placering, som en viktig länk mellan Oslo och Stockholm, och det omfattande flygresandet mellan de två nordiska huvudstäderna, debatteras, lobbas och diskuteras ett stort antal framtida åtgärder på Värmlandsbanan.

### Vålbergsrakan
Banverket (nuvarande Trafikverket) hade tidigare ett spår, Vålbergsrakan, på sträckan Karlstad–Vålberg för anslutning till Norge/Vänerbanan i sin långsiktiga planering.

### Höghastighetsjärnväg
Förslag har funnits, exempelvis riksdagsmotioner, om en höghastighetsbana Karlstad-Karlskoga-Örebro (till exempel motion nr 1990/91:T533 och 1991/92:T501) med tåg som fortsätter till Stockholm. Det kunde ge en restid på 1:40 Karlstad C-Stockholm C och förutsätter järnväg via Karlskoga, den så kallade Nobelbanan. 